# Rudolf Faltin
Ernst Karl Rudolf Faltin (21. květnajul./ 2. června 1830greg. – 27. ledna 1918) byl luterský duchovní a misionář.
Narodil se v Rize. Vystudoval teologii v Dorpatu. Po ordinaci v roce 1859 odešel do Kišiněva v tehdejší Besarábii, kde působil až do roku 1903. Patřil k průkopníkům misie mezi židy na jihu tehdejšího ruského impéria; mezi konvertity, které přivedl ke křesťanství, byl např. rabín Rudolf Hermann Gurland (1831–1905).